# Charles Le Brun (Coysevox)
Charles Le Brun est un portrait sculpté en buste réalisé par le sculpteur Antoine Coysevox en 1679 du Premier peintre et directeur de l'Académie royale de peinture et de sculpture, Charles Le Brun. L’œuvre est conservée au musée du Louvre.

## Contexte de création
Antoine Coysevox, réputé pour ses portraits (comme celui du Grand Condé, 1688, musée du Louvre), réalise en 1679 ce portrait de Charles Le Brun. Le Brun participe à la fondation de l'Académie. En 1663, il en est directeur et il devient Premier peintre du Roi l'année suivante. Il a donc contrôlé l'académie dans les années 1680, avec l'appui de Jean-Baptiste Colbert, pour un art au service de la royauté. Ici, il s'agit précisément d'un morceau de réception à l'Académie, comme ce fut le cas pour l'autre portrait de Charles Le Brun par Nicolas de Largillierre réalisé dans les mêmes années (1683-86). La réalisation d'un buste comme morceau de réception à l'Académie est cependant rare. On ne compte ainsi que deux autres exemples dans l'histoire de l'Académie, les morceaux de réception de Jean-Louis Lemoyne (portrait de Jules Hardouin-Mansart, 1703, musée du Louvre), et celui de Pierre-Adrien Goys, pour son portrait de Louis XV[réf. nécessaire].

## Le portrait
Ici, Antoine Coysevox cherche à  rendre la véracité des traits du personnage. On sent les chairs qui s'affaissent. Mais son objectif est de rendre la grandeur du personnage, l'homme le plus important de la scène artiste de l'époque. Pour cela, il le vêt avec élégance, avec une fine chemise plissée. Il lui donne un camé antique et un grand drapé pour lui donner de l'ampleur et magnifier la figure du personnage. C'est aussi une revendication sociale frappante. Il est représenté en aristocrate, au-dessus des artisans. Le drapé est sans doute inspiré de celui du buste de Louis XIV par Le Bernin. La chevelure, une perruque, accentue la force visuelle. Coysevox prolongera cet effet esthétique dans la chevelure du Grand Condé où la sagesse de la perruque aura complètement disparu au profit d'une réelle tignasse. Celle de Le Brun est plus artificielle en somme. Le torse est lui positionné de face, et le visage est déporté sur la droite afin d'ouvrir la composition. Un visage déterminé mais légèrement inquiet, qui traduit les responsabilités qui incombent à Charles Le Brun.